# Tylochromis aristoma
Espèce
Statut de conservation UICN

 LC  : Préoccupation mineure
Tylochromis aristoma est un poisson appartenant à la famille des Cichlidae.

## Référence
- Stiassny, 1989 : A taxonomic revision of the African genus Tylochromis (Labroidei, Cichlidae); with notes on the anatomy and relationships of the group. Annales du Musee Royal de l'Afrique Centrale Serie 8 Zoologie 258 pp 1-161.